# حي ابن سينا
يقع حي بن سينا جنوب تونس العاصمة. ينقسم إلى ابن سينا 1 ‏ وابن سينا 2 ‏..يتبع إداريا ولاية تونس ويبلغ عدد سكانه ستين ألف نسمة (60000 نسمة). حسب إحصائيات سنة 2004 .

## التسمية
تم تسمية حي بن سينا نسبة إلى العالم العربي المسلم ابن سينا (أبو علي الحسين بن عبد الله بن الحسن بن علي بن سينا) وجل المؤسسات التربويّة بالحي تحمل اسم هذا العالم .

## الموقع الجغرافي
يقع حي بن سينا شرق سبخة السيجومي وتفصل بين الحي والسبخة غابة من أشجار الكلاتوس.
و يقع منتزه المروج الوطني جنوب الحي.
يبعد الحي مسافة كيلومتر عن ضاحية المروج 2 السكنية.

## مؤسسات تربوية
```
نذكر منها : 
```

- المدرسة الإعدادية بن سينا 1 الكبارية
- المدرسة الإعدادية بن سينا 2 الكبارية
- المدرسة الإعدادية بن سينا 3 الكبارية
- المعهد الثانوي بن سينا الكبارية